# Eric Dolphy
Eric Allan Dolphy (Los Angeles, California, 20 de junho de 1928 – Berlim, 29 de junho de 1964) foi um músico de jazz estadunidense. Tocava saxofone alto, flauta e clarone.
Dolphy foi um dos vários saxofonistas de jazz de grande peso que se tornaram conhecidos na década de 1960. Foi também o primeiro claronista importante como solista no jazz, além de ser dos flautistas mais significantes nesse estilo. Em todos esses instrumentos era um impecável improvisador. Nas primeiras gravações, ele tocava ocasionalmente um clarinete soprano tradicional em Si bemol. Seu estilo de improvisação era característico por uma torrente de ideias, utilizando amplos saltos intervalares e abusando das doze notas da escala. Além disso, era comum que usasse efeitos sugerindo sons de animais. Embora o trabalho de Dolphy seja às vezes classificado como free jazz, suas composições e solos possuem uma lógica diferente da maior parte dos músicos de free jazz. Era, todavia, indubitavelmente, um vanguardista. Logo após sua morte, sua música era descrita como "demasiado 'out' para ser 'in' e demasiado 'in' para ser 'out'".

## Vida

### Juventude
Dolphy nasceu em Los Angeles e foi educado no Los Angeles City College. Manteve uma carreira regional por muitos anos, participando, sobretudo, de big-bands de be-bop lideradas por Gerald Wilson e Roy Porter. Dolphy deu finalmente uma guinada em sua carreira ao integrar o quinteto de Chico Hamilton, com Hamilton ele se tornou conhecido de um público maior e teve a oportunidade de rodar os Estados Unidos em 1958, quando se separou de Hamilton e mudou para Nova Iorque.

### Primeiras parcerias
Ao chegar em Nova Iorque, firmou rapidamente diversas parcerias musicais. As duas mais importantes foram com as "lendas" do jazz Charles Mingus e John Coltrane. Sua colaboração formal com Coltrane foi pequena (menos de um ano, entre 1961 e 1962), a associação com Mingus continuou de 1959 até a morte de Dolphy, em 1964.
Dolphy era muito querido por ambos os músicos - Coltrane achava-o o único que poderia ser comparado ao próprio Coltrane e Mingus considerava Dolphy seu mais talentoso intérprete.
Coltrane havia ganhado audiência e notoriedade no quinteto de Miles Davis. Embora os quintetos de Coltrane com Dolphy (incluindo Village Vanguard e Africa/Brass sessions) sejam hoje lendários, eles levaram a revista Down Beat a classificar a música de Coltrane e Dolphy como "anti-jazz".
Mais tarde, Coltrane afirmou, sobre essas críticas: "elas fizeram parecer que nós não sabíamos nem ao menos o mínimo sobre música  (…) dói em mim ser atingido dessa forma".
Durante esse período, Dolphy também tocou em alguns
gravações com Ornette Coleman (Free Jazz: A Collective Improvisation), Oliver Nelson (The Blues and the Abstract Truth) e George Russell (Ezz-thetic), but also com Gunther Schuller e Max Roach, além de outros.

### Como "leader"
A carreira de Dolphy em estúdio começou na gravadora Prestige. Sua associação com a Prestige estendeu-se de Abril de 1960 a Setembro de 1961, somando 13 álbuns, se computadas as atuações em discos de outros músicos. A Prestige lançou posteriormente uma caixa com nove CDs com todas as gravações de Dolphy no selo.
A música erudita do século XX também desempenhou um importante papel na carreira musical de Dolphy, que tocou e gravou a peça "Density 21.5", de Edgard Varèse, para flauta solo, além de outras obras clássicas, tendo participado fortemente do "Third Stream" nos anos 1960.
Em Julho de 1963, Dolphy e o productor Alan Douglas marcou uma sessão de gravação para a qual conseguiu alguns dos mais importantes músicos emergentes da época. O resultado foi Iron Man e Conversations. Em 1964, Dolphy assinou com a lendária gravadora Blue Note e gravou o disco Out to Lunch - novamente, a gravadora insistiu em usar a palavra "out" (fora) no título. Esse álbum era profundamente enraizado na vanguarda e os solos de Dolphy eram tão dissonantes e imprevisíveis como tudo o que ele gravava. Out to Lunch é frequentemente tido como não só o melhor álbum de Dolphy, mas também um dos maiores discos de jazz já feitos.

### O último ano
Depois de Out to Lunch e uma aparição no álbum Point of Departure, de Andrew Hill, Dolphy deixou de excursionar pela Europa com o sexteto de Charles Mingus no início de 1964. A partir daí, tinha a intenção de fixar-se na Europa com sua noiva, que trabalhava com ballet em Paris. Depois de deixar Mingus, tocou e gravou com várias bandas europeias e se preparava para juntar-se a Albert Ayler para uma gravação.
Na tarde de 18 de Junho de 1964, Dolphy caiu nas ruas de Berlim e foi levado a um hospital. Os enfermeiros do hospital, que não sabiam que ele era diabético, pensaram que ele (como acontecia a muitos jazzistas) havia tido uma overdose, deixaram-no, então, num leito até que passasse o efeito das "drogas".
Uma das notas da coleção de nove discos da Prestige diz que ele "caiu em seu quarto de hotel e foi levado ao hospital, onde foi diagnosticado um Coma diabético. Após a administração de insulina (aparentemente um tipo mais forte do que o disponível nos Estados Unidos), passando à hipoglicemia extrema e morreu".

### Influência
A presença musical de Dolphy foi profundamente marcante para um "quem é quem" na cena dos jovens músicos, entre os quais muitos viriam a se tornar lendas por eles mesmos.
Dolphy trabalhou intermitentemente com Ron Carter e Freddie Hubbard ao longo de sua carreira e nos últimos anos contratou Herbie Hancock, Bobby Hutcherson e Woody Shaw várias vezes para tocar em sua banda em estúdio e ao vivo. Out to Lunch contou ainda com outra jovem fera que acabara de começar a tragalhar com Dolphy: o baterista Tony Williams.
Carter, Hancock e Williams continuariam sendo a quintessência das "cozinhas" da vanguarda da década, juntos ou em seus álbuns pessoais, além de terem formado a espinha dorsal do segundo grande quinteto de Miles Davis. Essa parte do segundo grande quinteto é uma irônica nota de rodapé para Davis, que não apreciava a música de Dolphy mas herdou uma "cozinha" inteira que trabalhara com Dolphy e criou uma banda cuja marca de "out" era muito semelhante à de Dolphy.
Além disso, seu trabalho com o produtor Alan Douglas permitiu que a marca singular da expressão musical de Dolphy se espalhasse postumamente até os ambientes de Fusion e Rock, mais notavelmente em John McLaughlin e Jimi Hendrix. Frank Zappa, artista eclético que buscou inspiração também no jazz, fez um tributo ao estilu de Dolphy no instrumental "The Eric Dolphy Memorial Barbecue."

## Discografia

### Como "leader"
- Hot & Cool Latin (1959)
- Wherever I Go (1959)
- Status (1960)
- Dash One (1960)
- Outward Bound (1960)
- Here and There (1960)
- Looking Ahead (1960)
- Fire Waltz (1960)
- Other Aspects (1960)
- Out There (1960)
- The Caribe with the Latin Jazz Quintet (1960)
- Candid Dolphy (1960)
- Magic (1960)
- Far Cry (1960)
- Eric Dolphy (1960)
- The Quest (1961)
- The Great Concert of Eric Dolphy [live] (1961)
- Live! at the Five Spot, Vol. 1 (1961)
- Live! at the Five Spot, Vol. 2 (1961)
  - Eric Dolphy and Booker Little Memorial Album (1961) (more from the Five Spot)
- Latin Jazz Quintet (1961)
- Berlin Concerts [live] (1962)
- Eric Dolphy in Europe, Vol. 1 [live] (1961)
- Eric Dolphy in Europe, Vol. 2 (1961)
- Eric Dolphy in Europe, Vol. 3 (1961)
- Copenhagen Concert [live] (1961)
- Softly, As in a Morning Sunrise (1961)
- Quartet 1961 (1961)
- Vintage Dolphy (1962)
- Conversations (1963) (also known as Jitterbug Waltz)
- Iron Man (1963)
- The Illinois Concert [live] (1963)
- Out to Lunch (1964)
- Last Date (1964)
- Naima (1964)
- Unrealized Tapes (1964)
- Eric Dolphy Quintet featuring Herbie Hancock: Complete Recordings (1964)

### Com Chico Hamilton
- Chico Hamilton Quintet with Strings Attached (1958)
- The Original Ellington Suite (1958)
- Chico Hamilton - Gongs East! (1958)
- That Hamilton Man (1959)(also released as Truth

### Com Charles Mingus
- Mingus Revisited [aka Pre-Bird] (1960)
- Charles Mingus Presents Charles Mingus (1960)
- Mingus at Antibes (1960)
- Mingus Mingus Mingus Mingus Mingus (1963)
- Town Hall Concert (1964)
- The Great Concert of Charles Mingus (1964)
- Revenge! (1964)

### Com Ornette Coleman
- Free Jazz: A Collective Improvisation (1960)

### Com Oliver Nelson
- Screamin' the Blues (1960)
- The Blues and the Abstract Truth (1961)
- Straight Ahead (1961)
- Afro-american Sketches (1961)

### Com John Coltrane
- Olé Coltrane (1961)
- Africa/Brass (1961)
- Live at the Village Vanguard (1961)
- Impressions (One Track, "India") (1963)
- My Favorite Things (Live in Baden-Baden, Germany) (1961)

### Com Makanda Ken McIntyre
- Looking Ahead (1960)

### Com Booker Little
- Out Front (1960)

### Com George Russell
- Ezz-thetics (1961)

### Com Max Roach
- Percussion Bitter Sweet (1961)

### Com Andrew Hill
- Point of Departure (1964)

### Com John Lewis
- The Sextet of Orchestra U.S.A. (1964)

### Com Clifford Brown
- Clifford Brown + Eric Dolphy - Together 1954 (Previously unissued) (2005)